# Chalcis unicolor
Chalcis unicolor är en stekelart som beskrevs av Radoszkowski 1876. Chalcis unicolor ingår i släktet Chalcis och familjen bredlårsteklar.
Artens utbredningsområde är Etiopien. Inga underarter finns listade i Catalogue of Life.